# Charles Hotham
Charles Hotham (ur. 14 stycznia 1806 w Dennington, zm. 31 grudnia 1855 w Melbourne) – brytyjski żołnierz i administrator kolonialny. W latach 1854–1855 był politycznym zwierzchnikiem kolonii Wiktoria, początkowo w randze gubernatora porucznika, a następnie gubernatora.

## Życiorys

### Kariera wojskowa i dyplomatyczna
Pochodził z hrabstwa Suffolk, był synem duchownego Kościoła Anglii. W wieku dwunastu lat wstąpił jako kadet do Royal Navy. Już jako dziewiętnastolatek otrzymał pierwszy stopień oficerski. W latach 40. XIX wieku dowodził okrętami stacjonującymi u wybrzeży Ameryki Południowej, a następnie u zachodnich wybrzeży Afryki. W 1852 minister spraw zagranicznych Wielkiej Brytanii, lord Malmesbury, powierzył mu funkcję głównego negocjatora traktatu handlowego między Zjednoczonym Królestwem a Paragwajem. W grudniu 1853 decyzją księcia Newcastle, ministra wojny i kolonii, został drugim od powstania tego urzędu gubernatorem porucznikiem Wiktorii. Choć początkowo przyjął tę nominację, później próbował się z niej wycofać, bowiem w związku z przyłączeniem się Wielkiej Brytanii do wojny krymskiej chciał wrócić do czynnej służby na morzu, ale jego prośba została odrzucona i musiał mimo wszystko wyjechać do Australii.

### Gubernator Wiktorii
Hotham oficjalnie rozpoczął urzędowanie w Melbourne w czerwcu 1854 roku. Za swoje najpilniejsze zadanie w Wiktorii uznał początkowo ustabilizowanie jej budżetu, zagrożonego znacznym deficytem. Wkrótce cieniem na jego urzędowaniu położył się bunt poszukiwaczy złota, który wybuchł w listopadzie 1854 na złożu Eureka w okolicy miasta Ballarat. Rebelia miała związek z brutalnym zmuszaniem kopaczy złota do wnoszenia opłat licencyjnych za prawo prowadzenia poszukiwań, niezależnie od ich wyniku. Sprawa ta szybko stała się głównym tematem debaty publicznej w kolonii, zaś zdecydowana większość społeczeństwa opowiedziała się po stronie kopaczy. Mimo to Hotham zdecydował się na siłowe rozwiązanie problemu poprzez zniszczenie zbudowanych przez protestujących umocnień oraz aresztowanie przywódców zajść. Następnie trafili oni przed sąd w Melbourne, jednak ława przysięgłych uznała wszystkich za niewinnych.
W lutym 1855 zajmowane przez Hothama stanowisko zostało podniesione do rangi gubernatora. Przez pozostałą część tego roku prowadził on dalsze reformy fiskalne, a także brał udział w procesie konstytucyjnym zmierzającym do powstania rządu autonomicznego. Był już jednak osobą bardzo niepopularną w kolonii, a dodatkowo w jego własnej ocenie podupadał na zdrowiu fizycznym i psychicznym. W związku z tym w listopadzie 1855 wysłał do Londynu swoją rezygnację. Zanim jednak dotarła ona drogą morską do brytyjskiej stolicy i została rozpatrzona, Hotham zachorował. Początkowo jego dolegliwości wydawały się stosunkowo niegroźną infekcją przeziębieniową, lecz w ciągu dwóch tygodni tak dalece osłabiły organizm gubernatora, iż ostatniego dnia roku 1855 Hotham zmarł w wieku 49 lat. Spoczywa na cmentarzu Melbourne General Cemetery w północnej części Melbourne.

## Odznaczenia
W 1846 Hotham otrzymał w uznaniu swoich zasług wojskowych Order Łaźni klasy Rycerz Komandor, co pozwoliło mu na dopisywanie przez nazwiskiem tytułu Sir.